# 外掛式フィルター

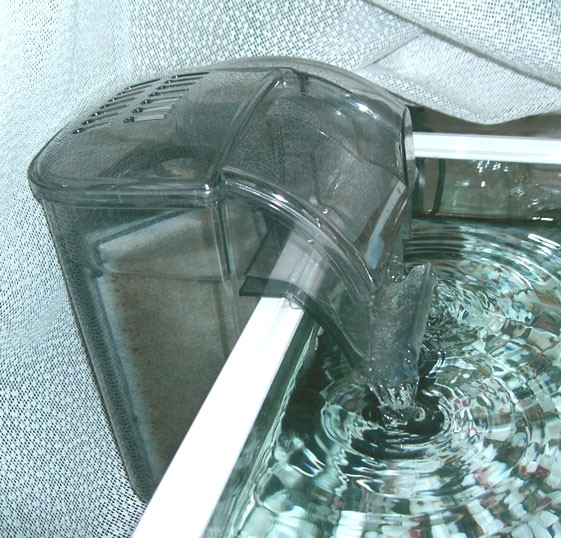
使用例

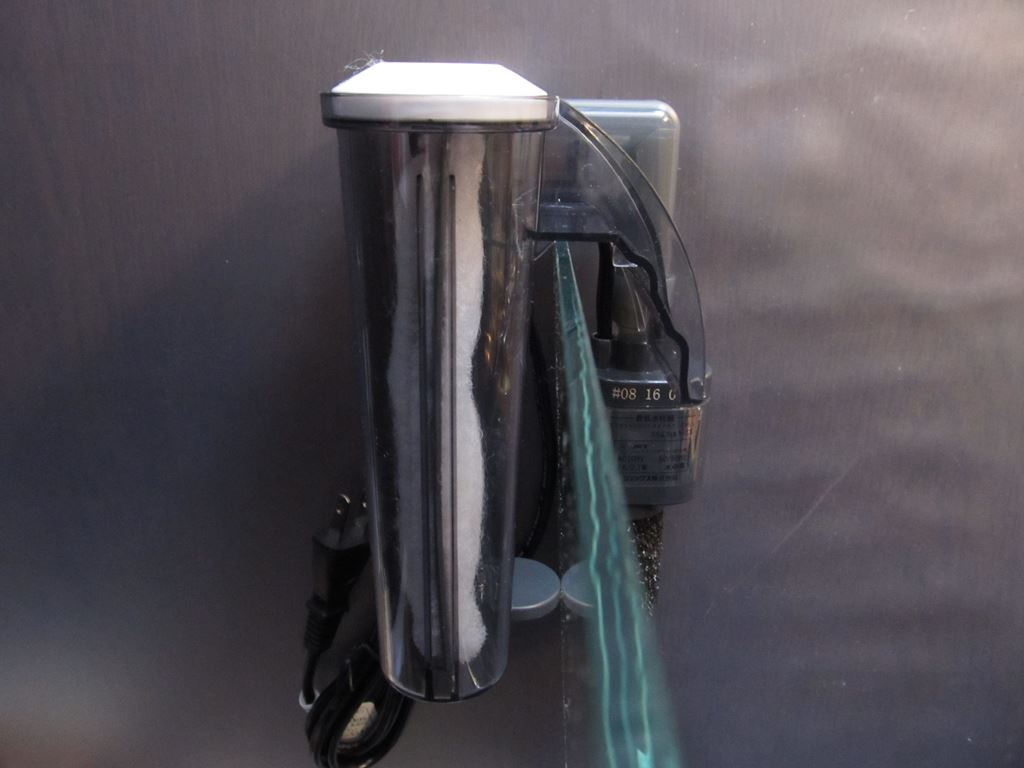
外見

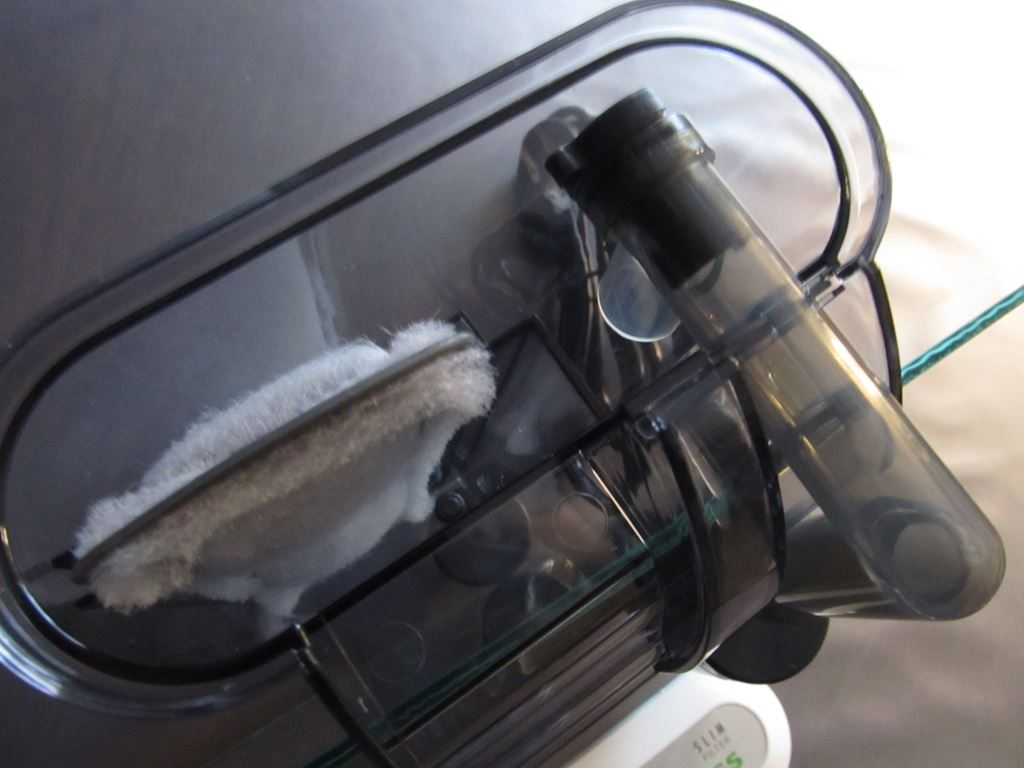
内部

外掛式フィルター（そとがけしきフィルター）とはアクアリウム（観賞魚）で使用されるフィルター（濾過器）の一種である。名称の通り水槽の外側にフィルター本体を掛ける方式の濾過装置。フィルターの設置及び濾材の交換などのメンテナンスが容易で、主に小型水槽から60cm水槽サイズに対応するラインナップが豊富である。他のモーター式フィルターに比べ、本体価格が非常に安価であり、初心者向けとしても人気が高い。また、売っている製品のほとんどはポンプが海水対応であり、海水魚飼育を容易にする点でも評価できる。

## 特徴

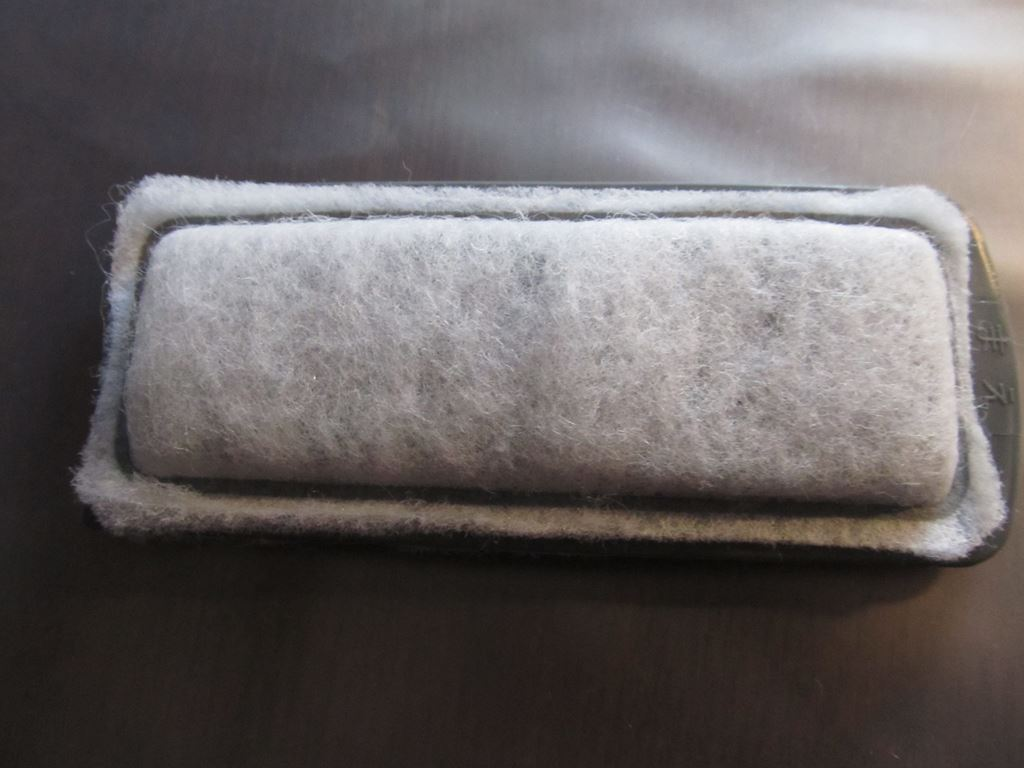
ろ材は掃除と交換が必要

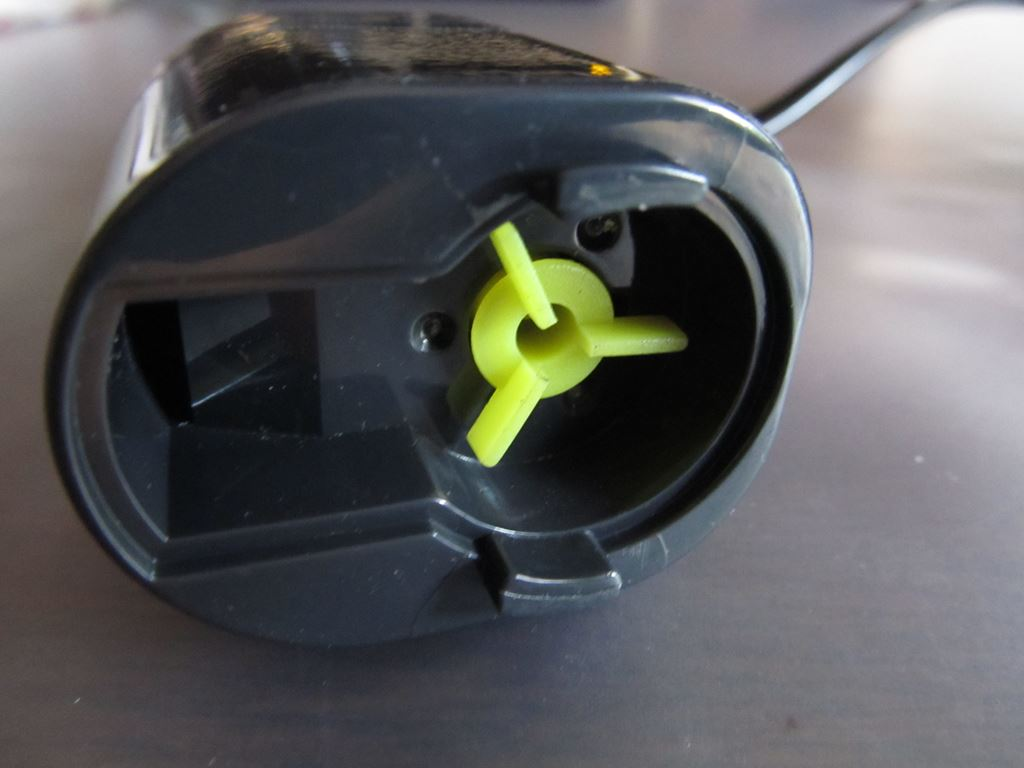
インペラーは清掃が必要

現在各社から販売されているが、いずれも構造は単純で、水槽内または水槽外に設置されたインペラー式ポンプにより飼育水が外掛けの濾過槽に揚水され、重力により自然落下するときにろ材を通過するようになっている。濾材が詰まると漏水防止のため飼育水が濾過されずに水槽へ戻るようになっている。
揚水高が小さいため、同じ流水量でも消費電力が低く、騒音や発熱などの障害も比較的小さい。ポンプが水槽の外にあるタイプは電源ONの前に濾過槽を水で満たす呼び水という作業が必要である。
純正のろ材として販売される製品の多くはウール（プラ綿）と活性炭を利用したものが主流である。
小型フチなし水槽のフィルターとして多く利用されている。濾過された水は比較的幅の広い帯状として水槽内へ戻るため、流水量の割には水流が強くならないことも小型水槽向きといえる。
相応の能力を維持するには定期的なメンテナンスは欠かせない。物理濾過の表面積からろ材にゴミが詰まりやすく、また水垢や苔（コケ）などが付着して急速に流量が低下する。必要に応じて、ろ材の清掃か交換、インペラやパイプを掃除する必要がある。

## その他
- 取水部ストレーナに専用の“プレフィルター”と呼ばれるスポンジを取り付けることで濾材の目詰まりをある程度防ぎ、かつ生物濾過に貢献するタイプもある。長いヒレや稚魚の吸い込み防止にも有効である。